# Пийт Уентз
Питър Луиз Кингстън „Пийт“ Уентз III (роден на 5 юни 1979) е американски музикант и текстописец, известен като член на рок групата Фол Аут Бой.

## Биография
Уентз е роден като Питър Луиз Кингстън Уентз III в Уилмът, Илинойс, предградие на Чикаго. Той е син на Дейл Уентз и Пийт Уентз II, адвокат. Учи в New Trier High School и North Shore Country Day School, където е щатски играч по футбол.